# Лохань (фарс)
«Лохань» или «Фарс о лохани» (фр. La Farce du Cuvier) — анонимный французский фарс XV века (1490-е гг.) Состоит из 332 восьмисложных стихов. Неоднократно издавался в XVI и XVII вв., ранняя редакция фарса появилась до 1545 г., поздняя редакция известна по лионскому изданию 1619 г. На русский язык впервые переведён для постановки в Старинном театре Н. Н. Евреинова (под названием «О чане», переводчики — Н. Н. Врангель и А. А. Трубников)

## Сюжет
В фарсе участвуют три персонажа: Жакино́, его жена и тёща.
Жакино под гнетом жены и тёщи вынужден исполнять все домашние работы, длинный список которых исчислен на бумаге; доставая из огромной лохани бельё, жена падает в неё и беспомощно барахтается, пока Жакино медленно читает ей длинный список, чтобы указать, что в него не включена обязанность вытаскивать жену из лохани. В конце концов, он всё же помогает жене выбраться, после того, как она пообещала всю домашнюю работу выполнять самой.